# Communistisch Platform (Duitsland)

Logo van het Communistisch Platform.

Het Communistisch Platform (Duits: Kommunistische Plattform, KPF) is een platform binnen de Duitse partij Die Linke. Een van de belangrijkste doelstellingen van de KPF is het behoud en de vooruitgang van de marxistische gedachte, worden ook andere doelen het verbeteren van de situatie van de armen en bevechten van racisme. Het meest prominente lid is Sahra Wagenknecht, die lid was van het Europees Parlement en nu lid is van de Bondsdag. Het platform had in begin 2012 ongeveer 1200 leden.
Naast de activiteiten binnen de partij, werkt de KPF samen met de Duitse Communistische Partij (DKP).